# Distretto di Voinjama
Il distretto di Voinjama è un distretto della Liberia facente parte della contea di Lofa.